# Paralogisticus
Paralogisticus är ett släkte av skalbaggar. Paralogisticus ingår i familjen långhorningar.
Kladogram enligt Catalogue of Life:
| Paralogisticus | \| \| Paralogisticus drumonti \| \| \| \| \| \| Paralogisticus pauliani \| \| \| \| |
|                | \| \| Paralogisticus drumonti \| \| \| \| \| \| Paralogisticus pauliani \| \| \| \| |
|                | Paralogisticus drumonti                                                             |
|                |                                                                                     |
|                | Paralogisticus pauliani                                                             |
|                |                                                                                     |